# وادي عباس
وادي أوريتو أو وادي عباس (كما ذكره ابن حوقل) هو وادي يقع في المنطقة الجنوبية من باليرمو. وهو يتزامن مع حوض نهر وادي عباس ويندرج ضمن حدود كونكا دورو [الإيطالية]
.

## التاريخ
كان وادي عباس، مثل بقية حوض تصريف كونكا دورو، منطقة خصبة للغاية بسبب وفرة المياه فيه. لقد أدى البناء المكثف وغير المنضبط في بعض الحالات والذي جرى على جانبي نهر وادي عباس بين أواخر الخمسينيات والستينيات من القرن الماضي إلى جعل مجرى المياه غير صحي وعانى الوادي بأكمله من أضرار بيئية بسبب الانخفاض الكبير في المساحات الخضراء لصالح البناء الجديد.